# Freilichtmuseum Ellert en Brammert
Ellert en Brammert ist ein Freilichtmuseum in Schoonoord (Gemeinde Coevorden), Provinz Drenthe, Niederlande. Namensgebend für das Museum sind die Riesen Ellert und Brammert. Der Ursprung des Museums geht auf die Hundertjahrfeier des Ortes Schoonoord einige Jahre nach der Hundertjahrfeier des Oranjekanals zurück. Zu diesem Jubiläum wurden einige Plaggenhütten, einfache Hütten mit einer Lage Heidesoden als Dachbedeckung rekonstruiert. Im Laufe der Jahre wurden diese durch weitere in das Museum umgesetzte Gebäude ausgebaut zu einem mittelgroßen Freilichtmuseum. Darüber hinaus besitzt das Museum ein rekonstruiertes Hünengrab und eine von Museumsmitarbeitern frei gestalteten Hütte der beiden namensgebenden Riesen.